# Laura Basuki
Laura Basuki (ur. 9 stycznia 1988 w Berlinie) – indonezyjska aktorka filmowa i modelka.
Rozgłos przyniosła jej rola w filmie 3 Hati Dua Dunia, Satu Cinta, za którą otrzymała nagrodę Citra w kategorii najlepsza aktorka pierwszoplanowa. W 2020 r. otrzymała statuetkę za grę aktorską w filmie Susi Susanti: Love All.
Laureatka Srebrnego Niedźwiedzia za najlepszą rolę drugoplanową na 72. MFF w Berlinie za rolę w filmie Nana (2022) w reżyserii Kamili Andini.

## Filmografia
| Rok  | Tytuł                            | Rola               |
| ---- | -------------------------------- | ------------------ |
| 2008 | Gara-gara Bola                   | Laura              |
| 2010 | 3 Hati Dua Dunia, Satu Cinta     | Delia              |
| 2012 | Republik Twitter                 | Hanum              |
| 2012 | Di Timur Matahari                | Vina               |
| 2013 | Madre                            | Meilan Tanuwidjaja |
| 2014 | Haji Backpacker                  | Suchun             |
| 2015 | Love and Faith                   | Lim Kwee Ing       |
| 2018 | Terbang: Menembus Langit         | Candra Dewi        |
| 2018 | Doyok Otoy Ali Oncom: Cari Jodoh | Ayu                |
| 2018 | The Returning                    | Natalie            |
| 2019 | Susi Susanti: Love All           | Susi Susanti       |
| 2022 | Nana                             | Ino                |